# 埃斯塔迪利亚
埃斯塔迪利亚，是西班牙阿拉贡自治区韦斯卡省的一个市镇。总面积47平方公里，总人口794人（2018年），人口密度19人/平方公里。